# Campus Valla
Campus Valla är Linköpings universitets huvudcampus beläget i stadsdelen Valla.
Byggnaderna är i huvudsak utplacerade längs en lång gata, den så kallade corson, som sträcker sig från Märkesbacken i norr till Totalförsvarets forskningsinstitut i söder. På området finns bland annat rektors- och fakultetskanslierna, centrala studerandeexpeditionen, studenthälsa, Vallabiblioteket, Campushallen samt kårhuset Kårallen.
Våren 2006 inleddes byggandet av student- och gästforskarbostäder på campusområdets norra del. Bostäderna uppförs utifrån en modell från University of Washington i Seattle, USA. Entreprenören menar att det är "Sveriges första riktiga campusområde" i betydelsen att man därmed kan bo och leva på campus. Området har getts namnet Colonia, vilket anknyter till att bostäderna uppförs på en numera riven del av Valla Koloniområde. Via latinets collis, backe, ska Colonia även anspela på den närbelägna och för studentlivet viktiga "Märkesbacken".

## Byggnaderna

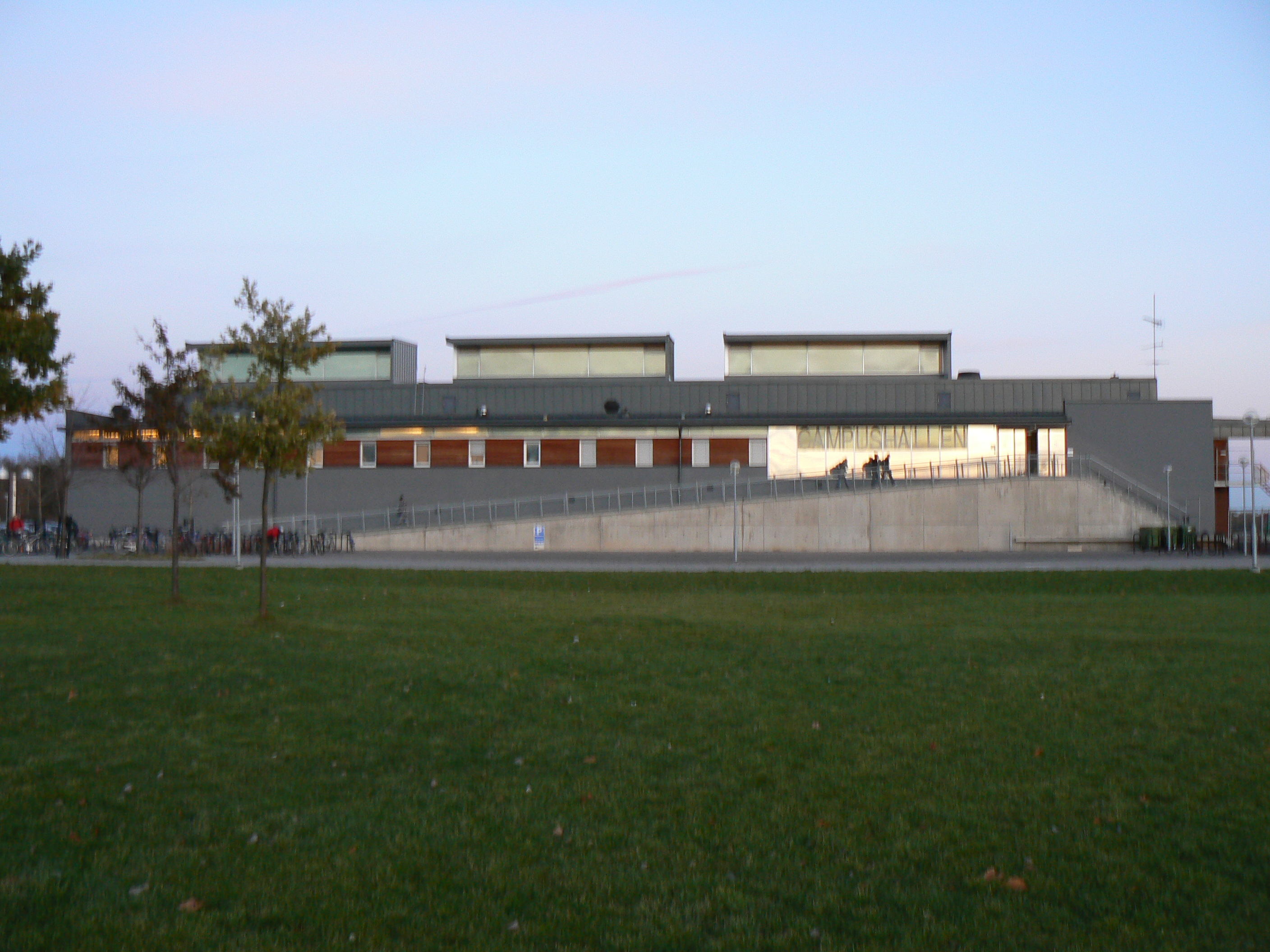
Campushallen.

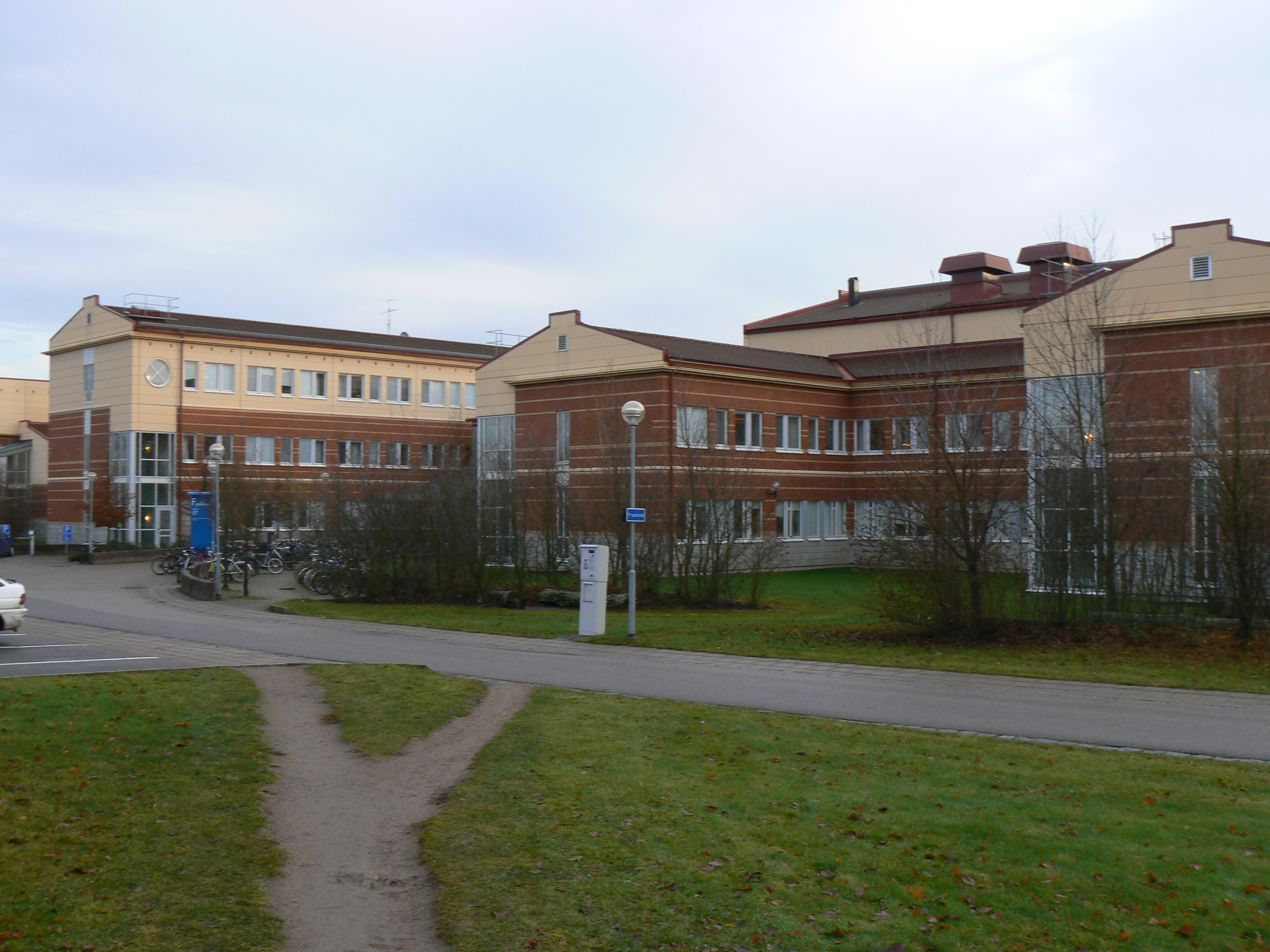
Fysikhuset.

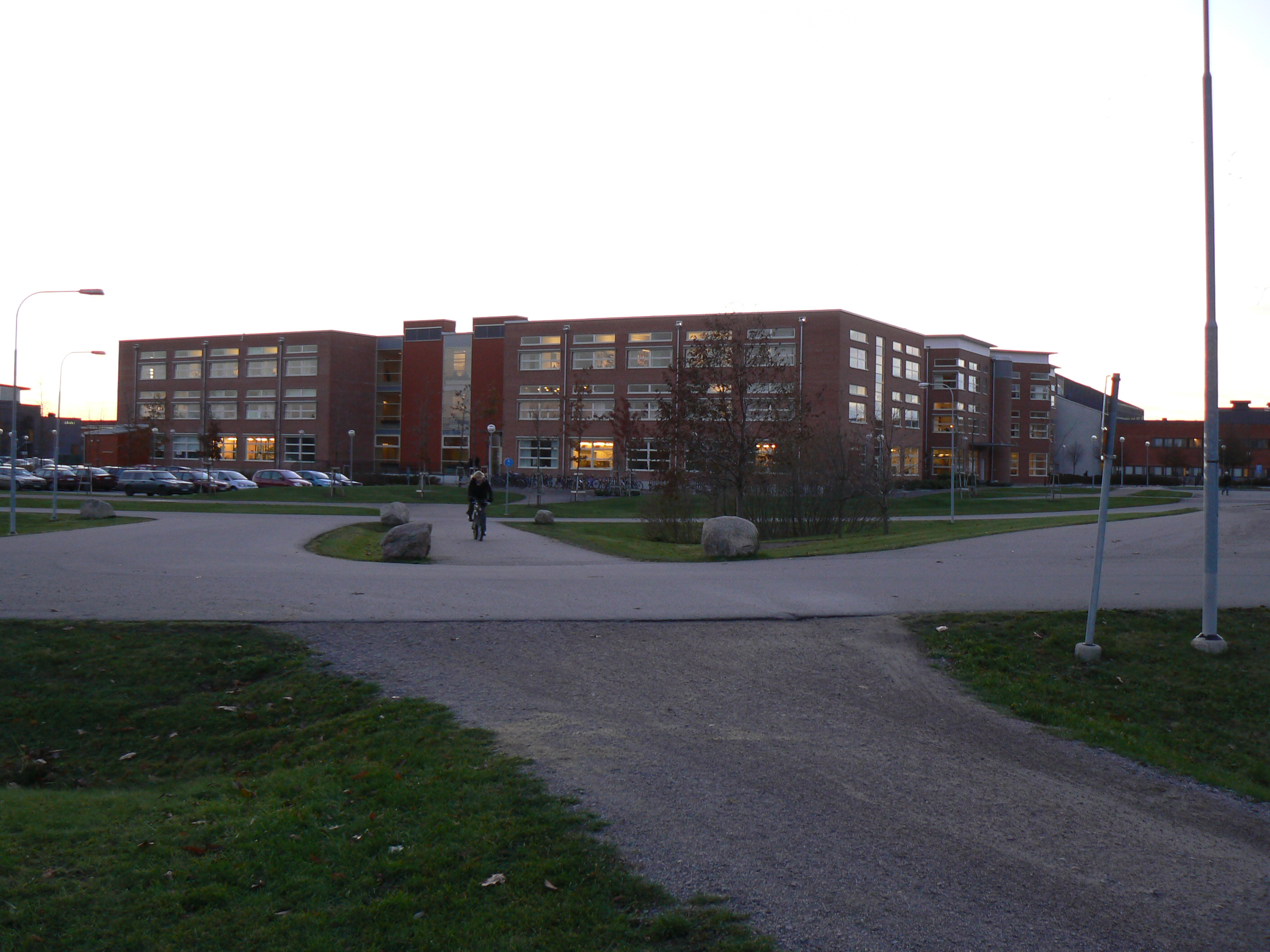
Key-huset.

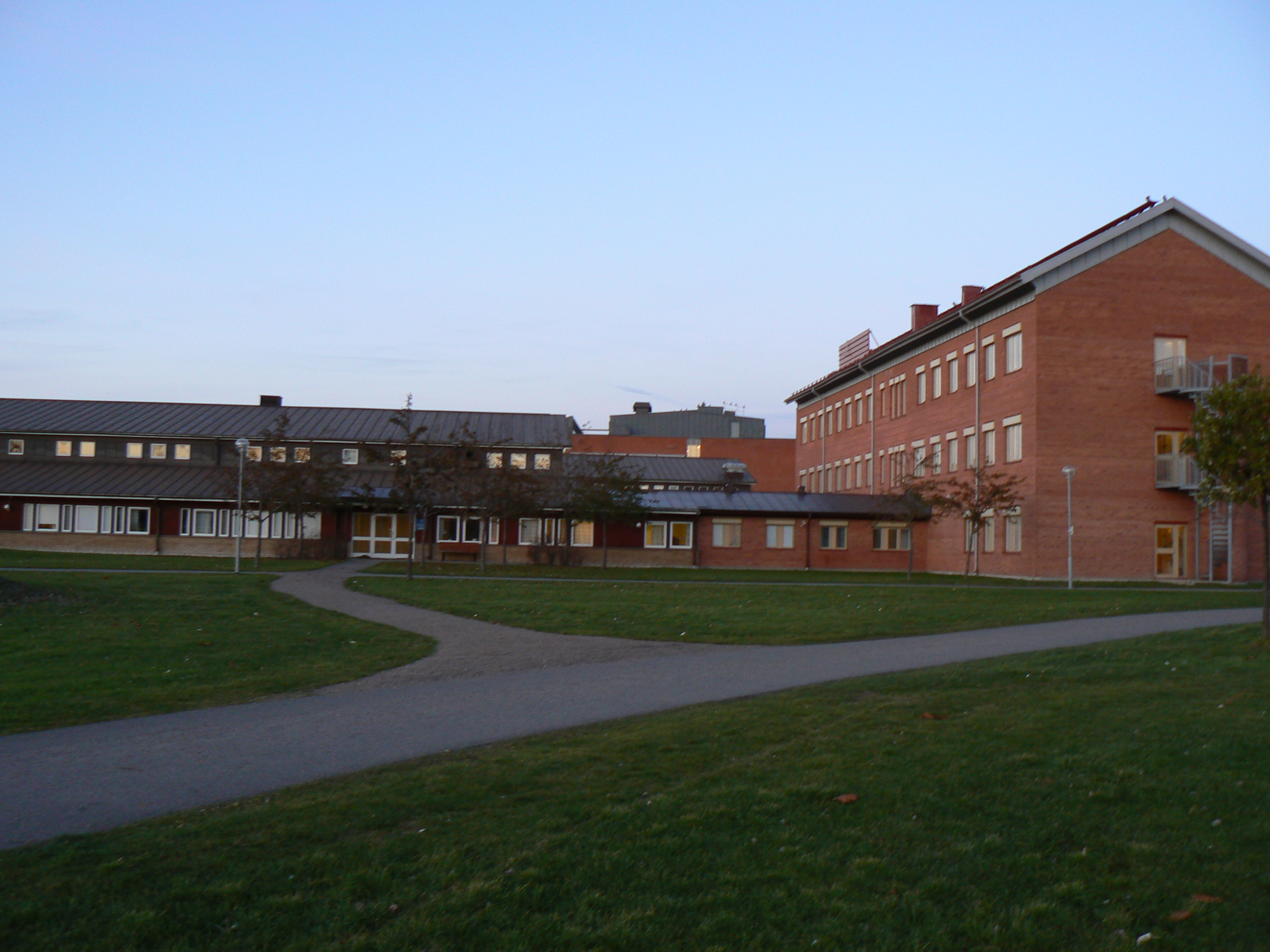
I-huset.

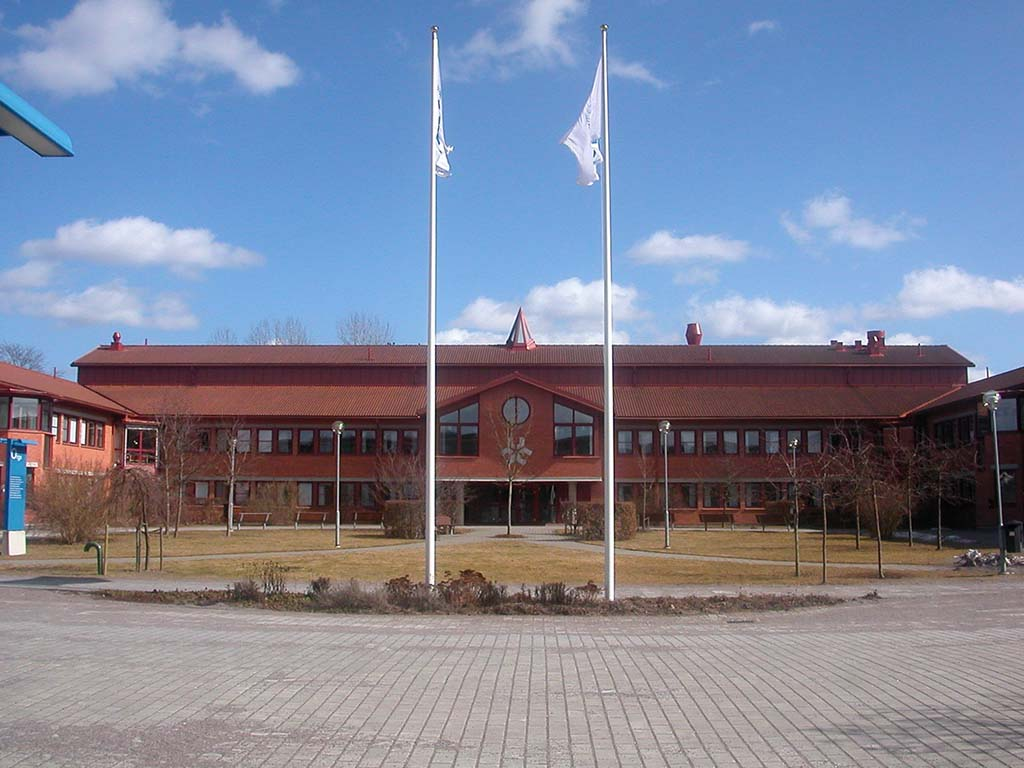
Origo.

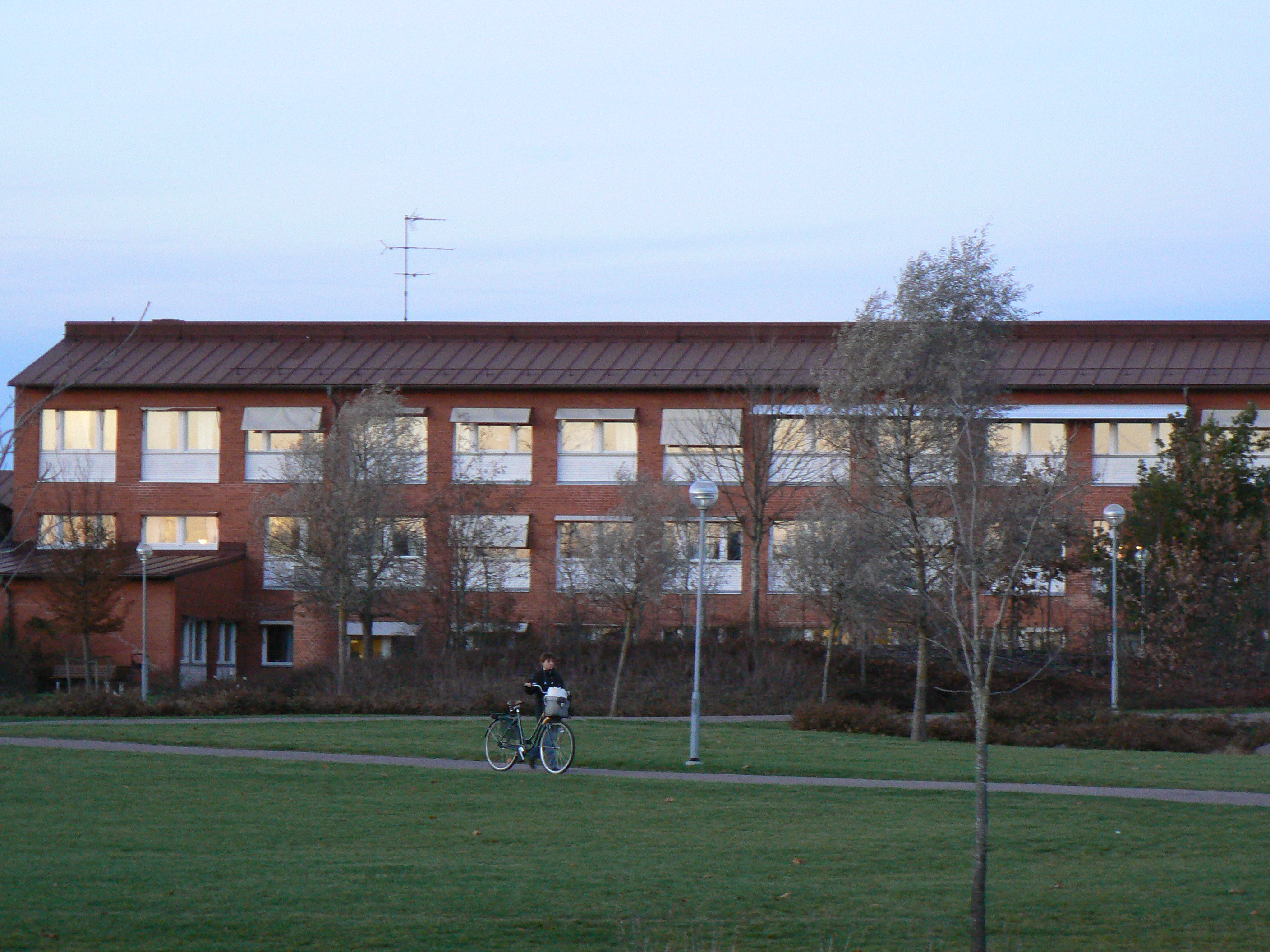
Tema-huset.

- A-huset (Hus Adam) innehåller främst institutionen för ekonomisk och industriell utveckling (IEI) samt datorlabb.
- B-huset (Hus Bertil) inrymmer några få föreläsningssalar och lektionssalar, ett större antal labbsalar samt institutionskanslierna för Institutionen för Datavetenskap (IDA), Matematiska institutionen (MAI) och Institutionen för systemteknik (ISY).
- Campushallen är studenternas egen idrotts- och träningsanläggning placerad i södra delen av corson.

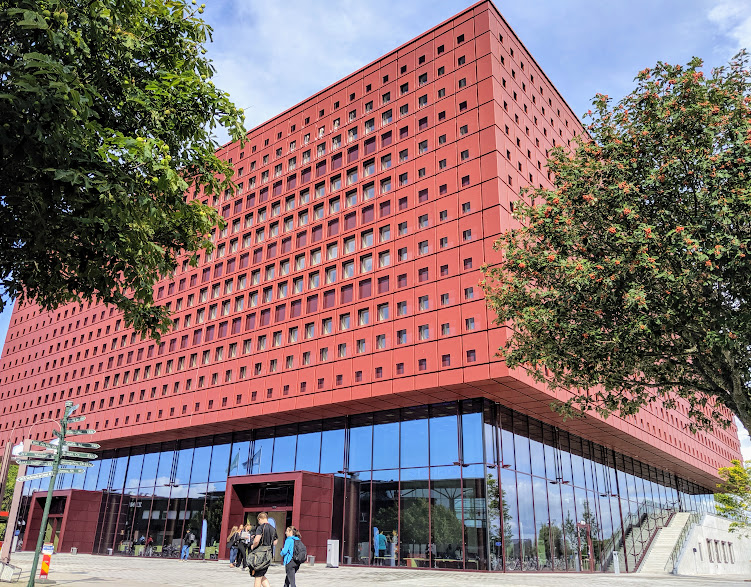
Studenthuset

- StudenthusetC-huset (Hus Caesar) har fyra större föreläsningssalar och en stor mängd lektionssalar. I källaren finns även Musicum med övningslokaler för universitetets orkestrar och körer. I C-husets entré finns Colosseum med plats för mässor och arrangemang.
- D-huset (Hus Dagny) var framför allt hem för universitetsbiblioteket fram till sommaren 2019, men har också ett antal lektionssalar och kontorsutrymmen för IBL, Institutionen för Tema (TEMA) samt Institutionen för studier av samhällsutveckling och kultur (ISAK).
- E-huset (Hus Edgar) innehåller bland annat laborationssalar och kontor tillhörande IDA.
- Fysik-huset rymmer Institutionen för Fysik, Kemi och Biologi (IFM) med föreläsningssalar, lektionssalar, utbildnings- och forskningslaboratorier samt kontorslokaler för forskare, undervisare och doktorander.
- G-huset (Galaxen) har några få mindre föreläsningssalar samt ett antal lektionssalar. Dessutom ryms Gemensamma förvaltningens avdelningar för Externa relationer respektive IT-tjänster, samt Nationellt Superdatorcentrum.
- Hus Ett används bland annat för evakuering av A-huset.
- Hus Key har sitt namn efter Ellen Key. Huset uppfördes i två etapper, där den nybyggda östra delen skämtsamt kallats K2. I huset finns Institutionen för kultur och kommunikation (IKK). Här finns även hörsalen Key 1 där universitetets enda orgel är belägen. Entrén till Key-huset används ofta för diverse utställningar och arrangemang, inte minst lärarsektionens traditionella luciafirande.
- I-huset (Hus Ingvar) är helt och hållet i händerna på Institutionen för beteendevetenskap och lärande (IBL). Huset är uppdelat i I:1, I:2 och I:3. Här finns också psykologstudenternas öppna mottagning.
- Kårallen är Campus Vallas kårhus med kårexpedition, kanslier för LinTek och StuFF, festlokaler, sektions- och föreningsutrymmen, bokhandel m.m. Framför byggnaden finns torget Det stora blå, som invigdes 2005. Söder om Kårallen med egen ingång till Gasquen och restaurangen ligger Amfiteatern.
- Mjärdevi Västergård är en mindre konferenslokal som disponeras av universitetet.
- Origo är ett hus på Campus Valla som blev rivet 2017. Det torde enligt namnet vara utgångspunkt för campusområdet. Rent geografiskt är namnet en orimlighet, det samma gäller ur ett tidsperspektiv. Snarare ligger förklaringen i att rektor, rektorskansliet, stora delar av Gemensamma förvaltningen, Tekniska och Filosofiska fakultetskanslierna samt Kansliet för Utbildningsvetenskap var placerade i huset. I källaren fanns också (ett av) universitetets brand- och fuktsäkra arkivrum. Huset monterades ned under 2017 och ett nytt hus uppförs på samma plats, Studenthuset[1].
- Studenthuset öppnar Augusti 2019 och rymmer bland annat bibliotek, DigiLab och studieplatser samt studentkafé och arbetsplatser. Personal från bibliotek, Studentavdelningen, Internationella avdelningen samt delar av universitetsförvaltningen har sina kontor i Studenthuset.
- Temahus står till Institutionen för Temas förfogande. Det rymmer främst kontors- och forskningsutrymmen samt Prefekturen (institutionskansliet för Tema).
- Terra rymmer två större tentasalar, vilka ersätter de tidigare lokalerna på Garnisonsområdet.
- Vallfarten inrymmer sedan hösten 2005 en föreläsningssal. Före ombyggnationen fungerade salen som gymnastiksal. Restaurang Vallfarten fanns tidigare här, men byggdes om 2012 till Universitetsklubben.
- Zenit är placerat mitt emot Origo och rymmer centrala studerandeexpeditionen, mottagningskontor för inresande utbytesstudenter, Studenthälsa, Karriärcentrum, restaurang och CSN-kontor.

Under ombyggnationen av A-huset har universitetet tidvis hyrt in sig i Collegium, Länsmuseet och Missionskyrkan för att klara bristen på stora föreläsningssalar. Genom att Vallfarten invigdes har behovet dock minskat något.

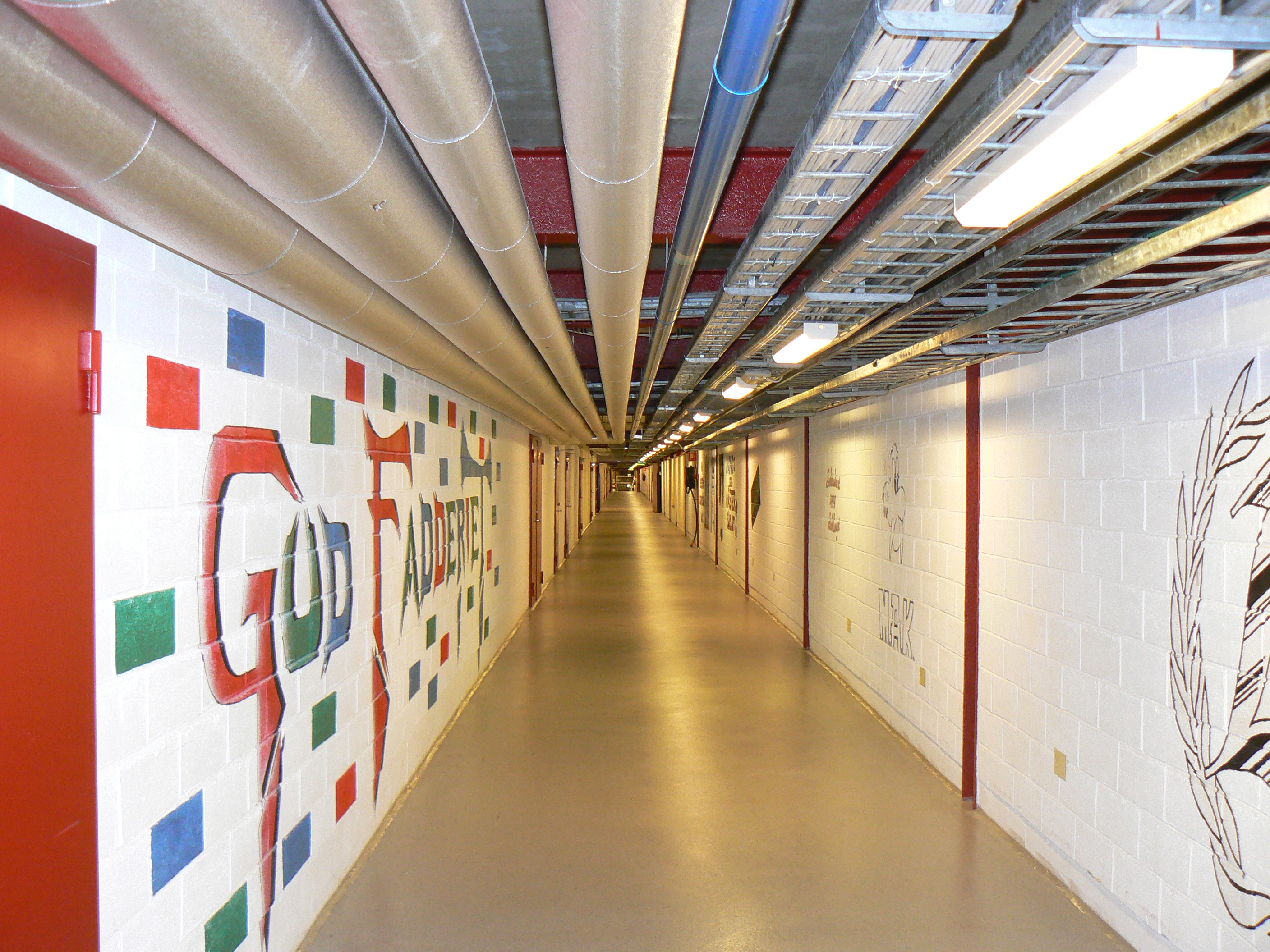
"Tankegången", kulvert.

Flertalet av campusbyggnaderna är förbundna genom en kulvert, informellt kallad Tankegången. Det gäller dock inte C-huset, G-huset, Hus Ett, Kårallen, Terra och Vallfarten. Vissa byggnader är också förbundna med varandra på markplan. Innan kårhuset Kårallen uppfördes användes vissa utrymmen i kulverten för studentsektionernas verksamhet. Idag rymmer den enbart förråd, verkstäder och utrymmen för övriga underhålls- och vaktmästerisysslor.

## Caféer och restauranger på området
- Baljan (Kårallen)
- Blåmesen (FOI)
- Café Arkadien (Temahuset)
- Café Ellen (Keyhuset)
- Café Java (B-huset)
- Café Modacco (C-huset)
- Carlsson (C-Huset)
- Amigo (Kårallen)
- Matsalen (Kårallen)
- Pastaköket Gabriel (Campushallen)
- Prego / Café Zero (Zenit)
- Restaurang Zenit (Zenit)
- Te- och Nudelbaren Zoodiaken (Zenit)
- Byttan (Studenthuset)